# Thomas Schröder
Thomas Schröder (República Democrática Alemana, 23 de agosto de 1962) es un atleta alemán retirado especializado en pruebas de velocidad, consiguió ser campeón de su país tres veces en 100 metros lisos, una en 200 y en 4 × 100 m subcampeón europeo en 1986.

## Carrera deportiva
En el Campeonato Europeo de Atletismo de 1986 ganó la medalla de plata en los relevos 4x100 metros, con un tiempo de 38.64 segundos, llegando a meta tras la Unión Soviética y por delante de Reino Unido (bronce).
Su mejor marca personal en los 100 metros es de 10.10 segundos, conseguida en la ciudad alemana de Jena en junio de 1986.